# Arubaanse Volkspartij
De Arubaanse Volkspartij of Partido di Pueblo Arubano (AVP) is een Arubaanse christendemocratische partij. De partij is voortgekomen uit de sedert 1942 actieve groep-Eman onder leiding van Jan Hendrik Albert Eman, beter bekend als Henny Eman. Vanaf 1946 wordt de naam Arubaanse Volkspartij gevoerd. De AVP kreeg in 2004 rechtspersoonlijkheid.
De partij staat sinds 2001 onder leiding van Mike Eman. Hij nam de leiding over van de voormalige partijleider, Robertico (Tico) Croes, die aftrad na de negatieve verkiezingsresultaten van 2001. Croes was voorheen Minister van Financiën en eerder ook Minister van Toerisme en Economische zaken. Voormalig partijleider Henny Eman was van 1986 tot 1989 en van 1994 tot 2001 minister-president van Aruba.
De verkiezingen van 28 september 2001 werden door de Movimiento Electoral di Pueblo (Electorale Volksbeweging) gewonnen. De AVP behaalde 26,7% van de stemmen, 6 van de 21 zetels in de Staten. Na deze nederlaag en het aftreden van partijleider Tico Croes, kwam de partij onder interim-leiding van Pedro Croes, die sinds 2001 als vicevoorzitter fungeerde. Op een partijcongres in 2003 werd Mike Eman gekozen tot partijvoorzitter.
In de verkiezingen van 23 september 2005 steeg het aantal zetels van de AVP naar 8. De verkiezingen van 25 september 2009 werden door de Arubaanse Volkspartij gewonnen. De AVP behaalde 48% van de stemmen en daarmee kreeg 12 van de 21 zetels en daarmee de absolute meerderheid in de Staten van Aruba. In de verkiezingen van 27 september 2013 behield de partij met de 13 behaalde zetels de absolute meerderheid in het parlement. In de twee volgende verkiezingen verloor de partij zetels. In 2017 ging het aantal zetels van 13 naar 9, doch bleef de partij met 23.376 stemmen de grootste van Aruba. In 2021 eindigde zij als tweede grootste partij met 7 zetels.

## Beginjaren
De AVP kwam voort uit de Groep Eman, die eind jaren 30 van de twintigste eeuw meedeed aan de verkiezingen op Aruba. In 1942 stichtte Jan Hendrik Albert Eman, algemeen bekend als "Henny Eman" of "Shon Eman", de Arubaanse Volkspartij en in 1948 zette de partij de afscheiding van de Nederlandse Antillen op de politieke agenda. Henny Eman (sr.) wordt beschouwd als de grondlegger van de moderne Arubaanse politiek.

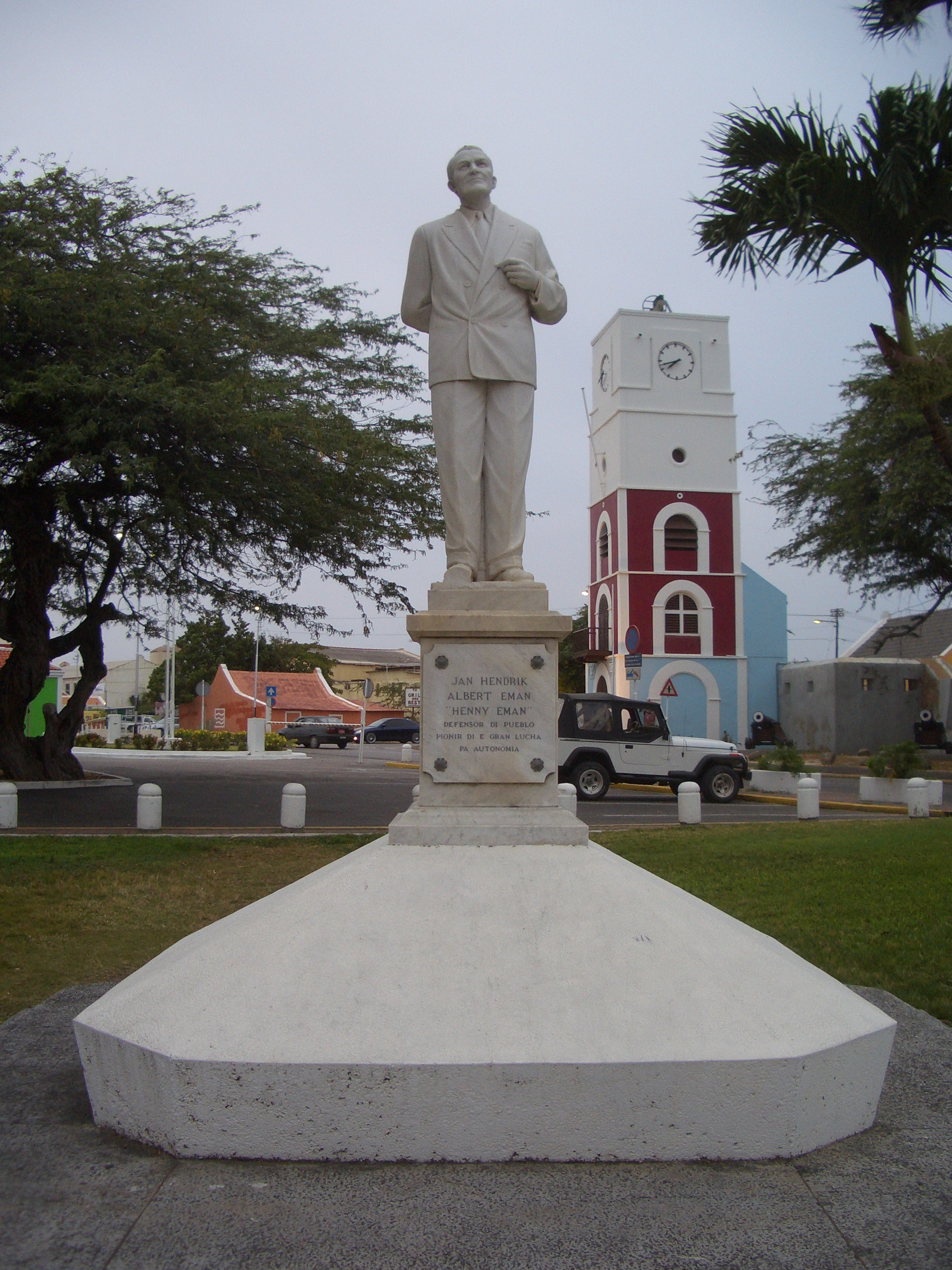
Standbeeld van Henny Eman (sr.) naast het parlementsgebouw in Oranjestad.

## Regeerformaties
Sinds Status aparte in 1986 heeft de AVP regeerverantwoordelijkheid gedragen in de volgende formaties:
- 1986-1989 (sinds 1988, na de intrekking van de steun van Áccion Democratico '86, demissionair): AVP + PPA (tot januari 1987) + ADN (tot juni 1987) + PDA (tot 4 juli 1986)
- 1994-1997: AVP + OLA (Kabinet-Henny Eman II)
- 1998-2001: AVP + OLA (Kabinet-Henny Eman III}
- 2009-2017: AVP (Kabinet-Mike Eman I en Kabinet-Mike Eman II)
- 2025-heden: AVP + FUTURO (Kabinet-Eman-Croes)